# El benedícite (Nicolaes Maes)
El benedícite, a veces llamado Oración sin fin, Anciana rezando o Anciana dando gracias, es un óleo sobre lienzo de 1656 del pintor de la Edad de Oro holandesa Nicolaes Maes, y una de sus obras más conocidas.
Uno de los mejores discípulos de Rembrandt, aquí Maes muestra la influencia del maestro en el cuidado en los detalles, la gama cromática cálida y el magnífico claroscuro, con una luz en diagonal que cae sobre la mesa y la anciana devota, que reza en silencio con los ojos cerrados y las manos unidas en oración dando gracias por los alimentos que va a tomar. La escena en una estancia humilde pero cuidada, es muy similar a Anciana dormitando del mismo año, con algunos elementos que se repiten, como las llaves o la jarra de cerveza.
Sobre la mesa aparecen dispuestos los alimentos habituales de la época entre la clase media-baja del norte de Europa, pan, mantequilla, una rodaja de salmón, una jarra de cerveza y una taza de sopa o potaje. En una repisa en la pared, objetos cotidianos pero que también simbolizan una vida de trabajo y fe: la biblia, el candelero (la luz de la religión), las llaves (símbolo de las que abren el Cielo), el reloj de arena recordando la fugacidad de la vida terrena.
La quietud y serenidad del momento y la actitud de la anciana tienen un contraste en el ángulo inferior derecho, donde su gato aprovecha para clavar la zarpa en el mantel, intentando conseguir un bocado. La mascota crea tensión e introduce el tiempo, pues no se sabe qué va a pasar a continuación, si su dueña reaccionará a tiempo o no, o si el cuchillo en el borde de la mesa caerá y lo delatará.